# Святилище Никола-Ленивец
«Святи́лище Нико́ла-Лени́вец» — скульптурная инсталляция Николая Полисского, созданная совместно с Никола-Ленивецкими промыслами в 2011 году; музеефикация памятника археологии методами современного искусства на территории национального парка «Угра» и Парка «Никола-Ленивец». Проект является составной частью экологической тропы «Городище и святилище Никола-Ленивец», архитектором-дизайнером которой была Анна Щетинина.
Был сожжён в 2018 году

## Описание
Проект является составной частью экологической тропы «Городище и святилище Никола-Ленивец», архитектором-дизайнером которой была Анна Щетинина.
Проект стал победителем тринадцатого конкурса малых грантов Всемирного фонда дикой природы для заповедников и национальных парков России «Партнёрство на благо природы».
Спонсорами проекта выступили Максим Ноготков и Никола-Ленивецкие промыслы.
Презентация проекта прошла 21 октября 2011 года.

## Фотографии

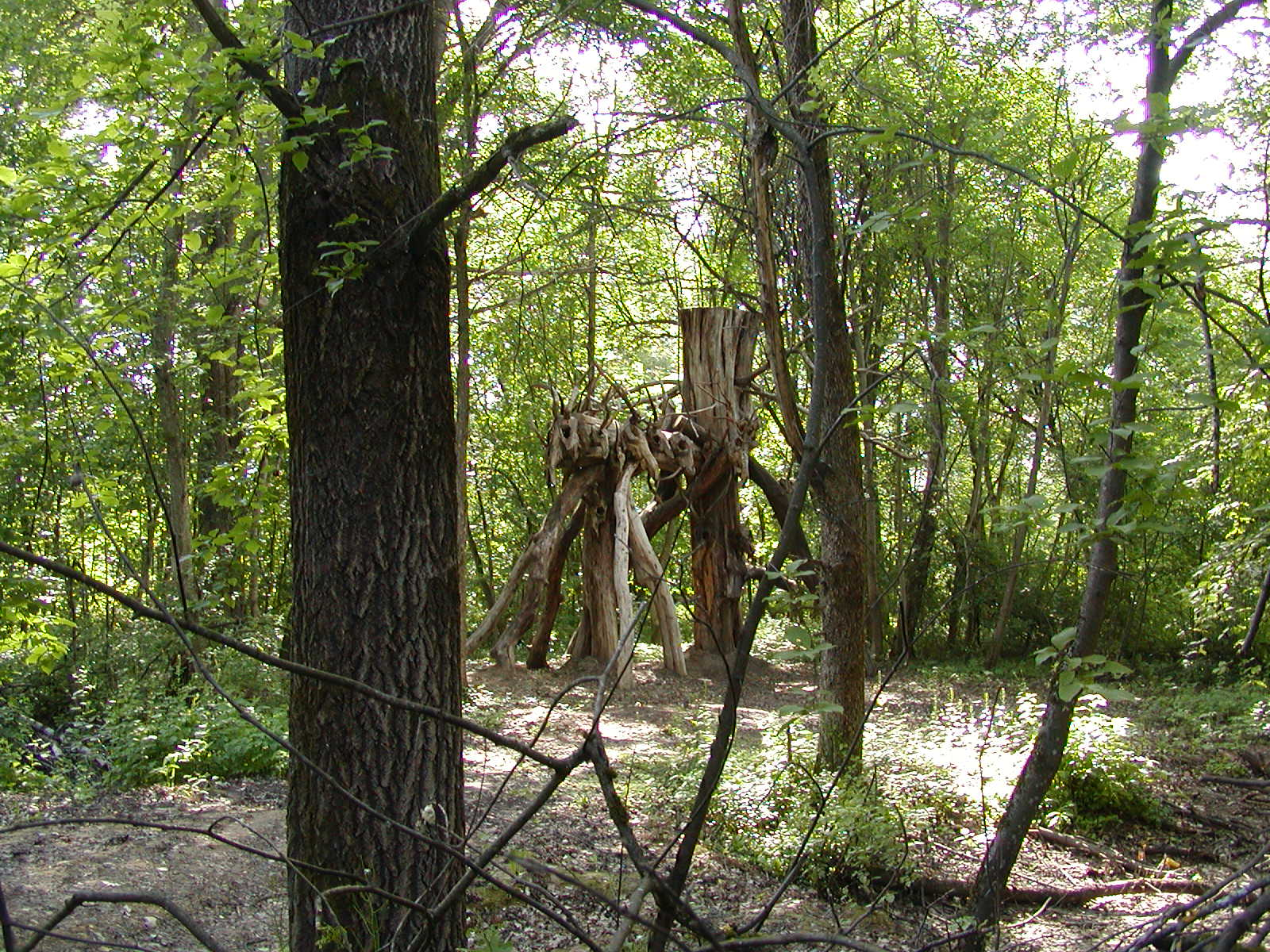
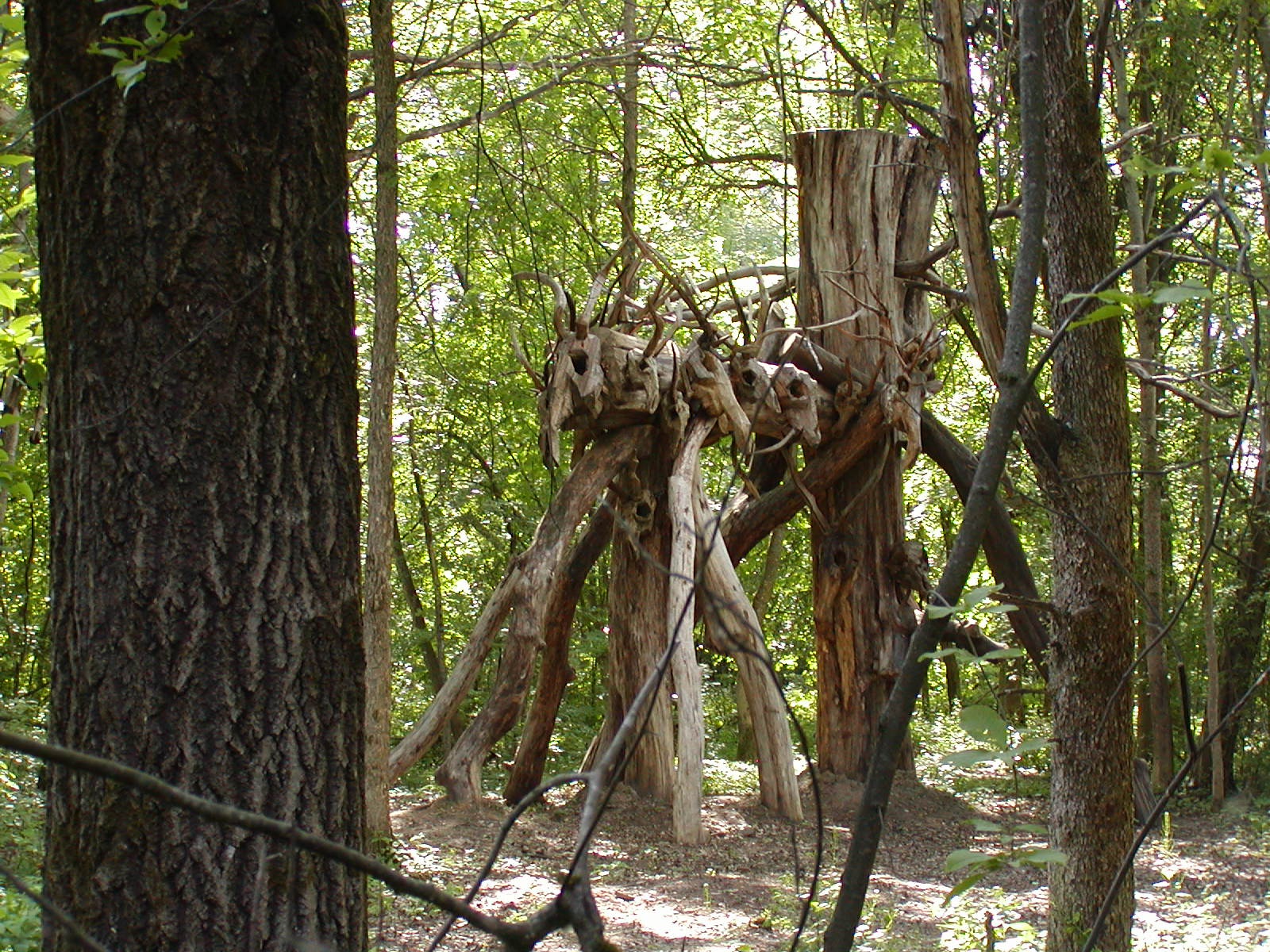
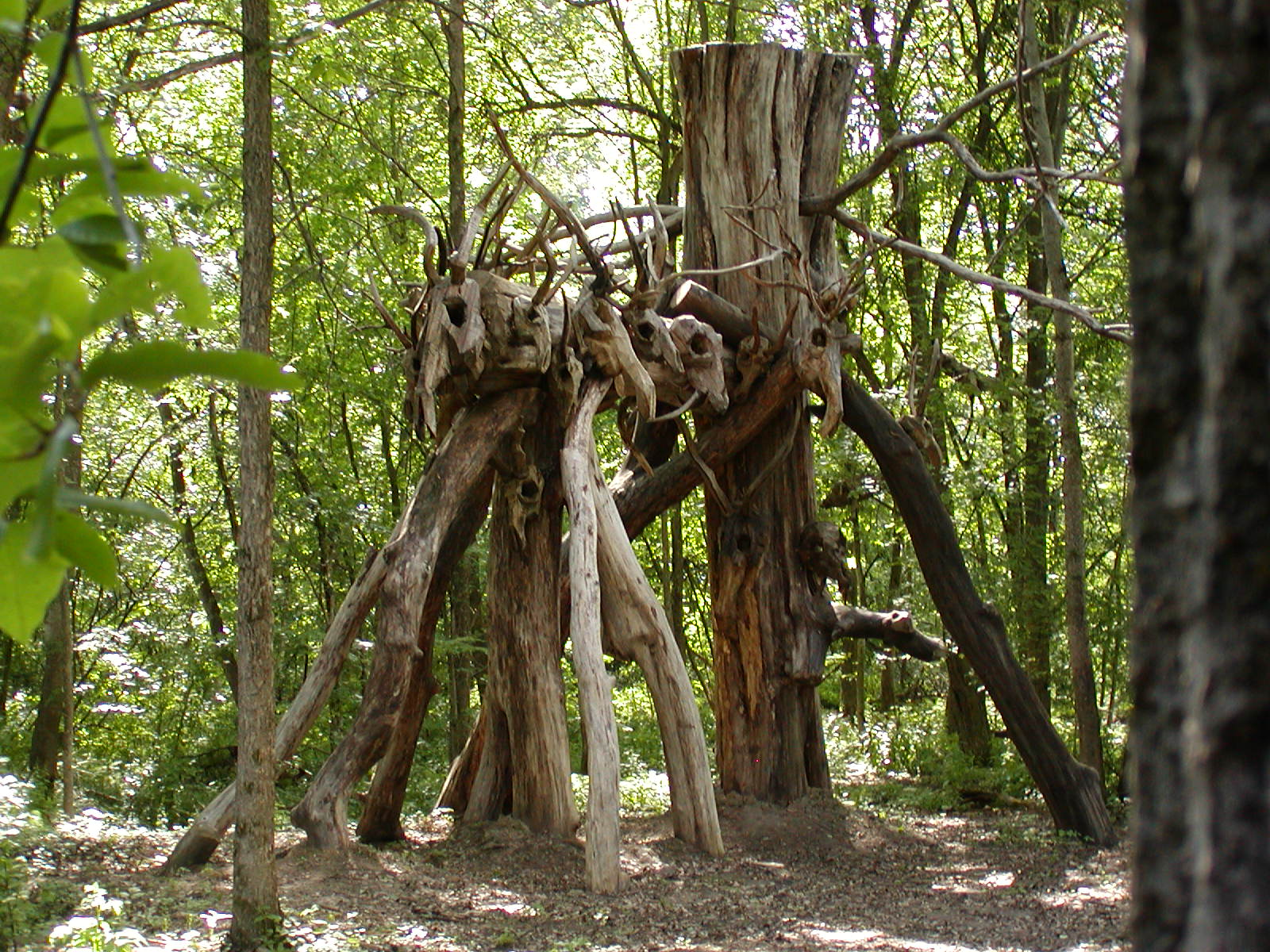
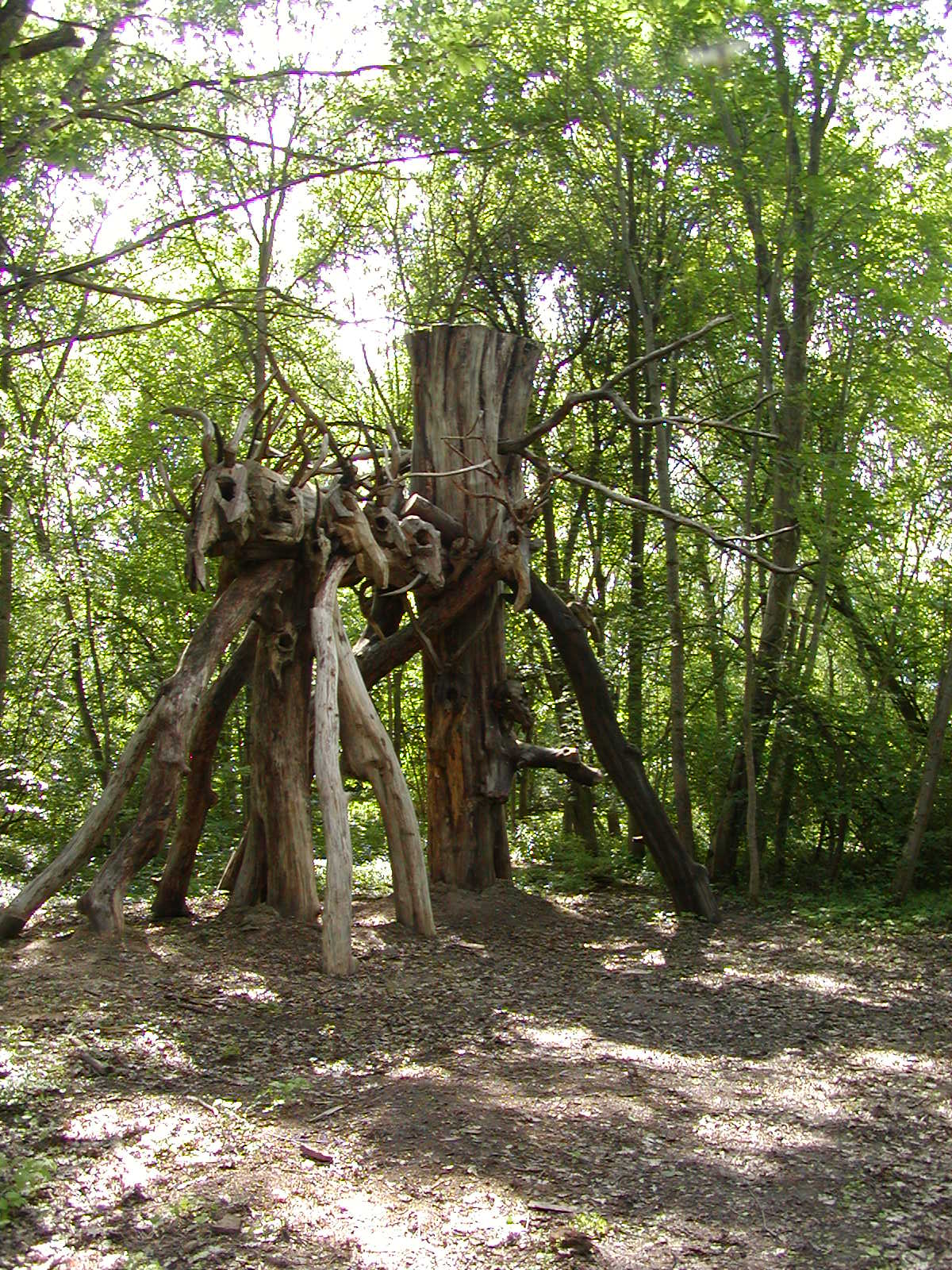